# Leuroptila
Leuroptila é um gênero de mariposa pertencente à família Acrolepiidae.